# Skoki do wody na Igrzyskach Europejskich 2015
Skoki do wody na Igrzyskach Europejskich 2015 – podczas rozgrywanych w Baku pierwszych igrzysk europejskich 160 sportowców rywalizowało w 8 konkurencjach. Zawody odbyły się w dniach od 18 do 21 czerwca w Baku Aquatics Centre.

## Rezultaty

### Kobiety
| Konkurencja                               | Złoto                                 | Srebro                          | Brąz                               |
| Trampolina 1 m (szczegóły)                | Marija Poljakowa                      | Louisa Stawczynski              | Diana Szelestiuk                   |
| Trampolina 3 m (szczegóły)                | Katherine Torrance                    | Jekaterina Niekrasowa           | Saskia Oettinghaus                 |
| Trampolina 3 m synchronicznie (szczegóły) | Louisa Stawczynski Saskia Oettinghaus | Marija Poljakowa Jelena Hernych | Diana Szelestiuk Margarita Dżusowa |
| Wieża (szczegóły)                         | Lois Toulson                          | Anna Chuiniszjena               | Elena Wassen                       |

### Mężczyźni
| Konkurencja                               | Złoto                           | Srebro                    | Brąz                        |
| Trampolina 1 m (szczegóły)                | Nikita Szlejcher                | Ilja Mołczanow            | James Heatly                |
| Trampolina 3 m (szczegóły)                | James Heatly                    | Ruslan Adriano Cristofori | Ilja Mołczanow              |
| Trampolina 3 m synchronicznie (szczegóły) | Ilja Mołczanow Nikita Nikołajew | James Heatly Ross Haslam  | Frithjof Seidel Nico Herzog |
| Wieża (szczegóły)                         | Matty Lee                       | Nikita Szlejcher          | Alexis Jandard              |

## Tabela medalowa
| Miejsce | Państwo         | Złoto | Srebro | Brąz | Razem |
| ------- | --------------- | ----- | ------ | ---- | ----- |
| 1       | Wielka Brytania | 4     | 1      | 1    | 6     |
| 2       | Rosja           | 3     | 5      | 1    | 9     |
| 3       | Niemcy          | 1     | 1      | 3    | 5     |
| 4       | Włochy          | 0     | 1      | 0    | 1     |
| 5       | Ukraina         | 0     | 0      | 2    | 2     |
| 6       | Francja         | 0     | 0      | 1    | 1     |
| Razem   | Razem           | 8     | 8      | 8    | 24    |